# Paços de Gaiolo
Paços de Gaiolo is een plaats (freguesia) in de Portugese gemeente Marco de Canaveses en telt 1092 inwoners (2001).